# Le Plus Grand Français de tous les temps
Le Plus Grand Français de tous les temps (Der größte Franzose aller Zeiten) war eine Fernsehsendung des Senders France 2, die auf der Reihe 100 Greatest Britons der BBC basierte und Anfang 2005 lief. Die Show fragte das französische Publikum, wer seiner Meinung nach der größte Franzose oder die größte Französin sei. Sie wurde von Michel Drucker und Thierry Ardisson moderiert. Die letzte Folge wurde aus dem französischen Senat gesendet.
Der Gewinner war der ehemalige Präsident und Führer der Forces françaises libres, Charles de Gaulle.
Die Show wurde von einigen Historikern kritisiert, da sie nur auf Persönlichkeiten der neueren französischen Geschichte präsentiere. Schlüsselfiguren der französischen Geschichte, die zu der Gründung der französischen Nation beitrugen, wie die Könige Philipp II. August, Ludwig der Heilige und Ludwig XIV. wurden weitgehend ignoriert.

## Der größte Franzose aller Zeiten
1. Charles de Gaulle, General und Politiker, Präsident (1959–1969)
2. Louis Pasteur, Wissenschaftler und Pionier auf dem Gebiet der Mikrobiologie
3. Abbé Pierre, Priester und Gründer der Wohltätigkeitsorganisation Emmaus
4. Marie Curie,  Physikerin und Chemikerin
5. Coluche, Humorist, Filmschauspieler, Komödiant und Autor
6. Victor Hugo, Autor
7. Bourvil, Schauspieler
8. Molière, Dramatiker
9. Jacques-Yves Cousteau, Meeresforscher
10. Édith Piaf, Sängerin
11. Marcel Pagnol, Autor und Filmemacher
12. Georges Brassens, Musiker
13. Fernandel, Schauspieler
14. Jean de La Fontaine, Dichter und Fabeldichter
15. Jules Verne, Science-Fiction-Autor
16. Napoléon Bonaparte, General, Staatsmann und Kaiser
17. Louis de Funès, Schauspieler
18. Jean Gabin, Schauspieler
19. Daniel Balavoine, Musiker
20. Serge Gainsbourg, Musiker
21. Zinédine Zidane, Fußballspieler
22. Karl der Große,  König des Fränkischen Reiches und römischer Kaiser
23. Lino Ventura, Schauspieler
24. François Mitterrand, Präsident (1981–1995)
25. Gustave Eiffel, Architekt
26. Émile Zola, Autor
27. Emmanuelle Cinquin NDS, Ordensschwester und "Mutter der Müllmenschen von Kairo"
28. Jean Moulin, Leiter der französischen Résistance während des Zweiten Weltkriegs
29. Charles Aznavour, Sänger
30. Yves Montand, Schauspieler und Sänger
31. Jeanne d’Arc, Nationalheldin und Heilige
32. Général Leclerc, General im Zweiten Weltkrieg
33. Voltaire,  Autor der Aufklärung
34. Johnny Hallyday, Sänger
35. Antoine de Saint-Exupéry, Flieger und Autor
36. Claude François, Sänger
37. Christian Cabrol, Kardiologe und Chirurg
38. Jean-Paul Belmondo, Schauspieler
39. Jules Ferry, Politiker
40. Louis Lumière,  Erfinder des Kinos
41. Michel Platini, Fußballspieler
42. Jacques Chirac, Präsident (1995–2007)
43. Charles Trenet, Sänger
44. Georges Pompidou, Präsident (1969–1974)
45. Michel Sardou, Sänger
46. Simone Signoret, Schauspielerin
47. Haroun Tazieff, Vulkanologe
48. Jacques Prévert, Dichter
49. Eric Tabarly, Hochseesegler
50. Ludwig XIV., König
51. David Douillet, Judoka
52. Henri Salvador, Sänger
53. Jean-Jacques Goldman, Musiker
54. Jean Jaurès, Politiker
55. Jean Marais, Schauspieler
56. Yannick Noah, Tennisspieler
57. Albert Camus, Autor
58. Dalida, Sängerin
59. Léon Zitrone, Journalist
60. Nicolas Hulot, Journalist
61. Simone Veil, Politikerin
62. Alain Delon, Schauspieler
63. Patrick Poivre d’Arvor, Journalist
64. Aimé Jacquet, Fußballspieler
65. Francis Cabrel, Sänger
66. Brigitte Bardot, Schauspielerin
67. Guy de Maupassant, Autor
68. Alexandre Dumas der Ältere, Autor
69. Honoré de Balzac, Autor
70. Paul Verlaine, Poet
71. Jean-Jacques Rousseau, politischer Autor
72. Maximilien de Robespierre, Persönlichkeit der Französischen Revolution
73. Renaud, Sänger
74. Bernard Kouchner, Arzt, Politiker und Gründer humanitärer Organisationen
75. Claude Monet, Künstler
76. Michel Serrault, Schauspieler
77. Pierre-Auguste Renoir, Künstler
78. Michel Drucker, Journalist
79. Raimu, Schauspieler
80. Vercingetorix,  Fürst der gallisch-keltischen Arverner, im 19. Jahrhundert als Nationalheld verehrt
81. Raymond Poulidor, Radrennfahrer
82. Charles Baudelaire, Poet
83. Pierre Corneille, Autor
84. Arthur Rimbaud, Poet
85. Georges Clemenceau, Journalist und Politiker
86. Gilbert Bécaud, Sänger
87. José Bové, Gewerkschafter und Umweltaktivist
88. Jean Ferrat, Sänger
89. Lionel Jospin, Politiker
90. Jean Cocteau, Dramatiker, Dichter und Filmemacher
91. Luc Besson, Filmemacher
92. Tino Rossi, Sänger
93. Pierre de Coubertin, Pädagoge und Gründer der modernen Olympischen Spiele
94. Jean Renoir, Schauspieler und Regisseur
95. Gérard Philipe, Schauspieler
96. Jean-Paul Sartre, Autor
97. Catherine Deneuve, Schauspielerin
98. Serge Reggiani, Sänger
99. Gérard Depardieu, Schauspieler
100. Françoise Dolto, Psychoanalytikerin